# Жуль і Джим
«Жуль і Джим» (фр. Jules et Jim) — французький художній фільм, 1962 року, режисера Франсуа Трюффо. Екранізація однойменного напівавтобіографічного роману французького письменника Анрі-П'єра Роше (1953). Роман описує його стосунки з молодим німецьким письменником Францом Гесселем і Геленою Грунд, з якою Гессель одружився.

## Сюжет
Париж перед Другою світовою війною. Француз Джим (Анрі Сер) і австрієць Жуль (Оскар Вернер) — нерозлучні друзі. Вони закохуються в одну жінку, Катрін (Жанна Моро), але Катрін одружується з Жулем. Після війни Джим приєднується до пари в Австрії. Катрін каже, що вона нещаслива з Жулем, який погоджується з тим, що Джим стає коханцем його дружини. Але Катрін вічно незадоволена і постійно змінює свій вибір в любові.

## Ролі виконують
| Жанна Моро    | •••• | Катрін           |
| Оскар Вернер  | •••• | Жуль, австрієць  |
| Анрі Сер      | •••• | Джим, француз    |
| Марі Дюбуа    | •••• | Тереза           |
| Серж Резвані  | •••• | Альбер, гітарист |
| Сабіна Одепан | •••• | Сабіна           |
| Анні Нельсан  | •••• | Люсі             |

## Нагороди
- 1962 Премія Міжнародного кінофестивалю у Мар-дель-Плата:
  - найкращий режисер — Франсуа Трюффо
- 1963 Кінематографічна премія Данії «Боділ»:
  - за найкращий європейський фільм — Франсуа Трюффо
- 1963 Премія «Срібна стрічка» Італійського національного синдикату кіножурналістів:
  - найкращому режисеру іноземного фільму — Франсуа Трюффо